# Thomas Hoeren

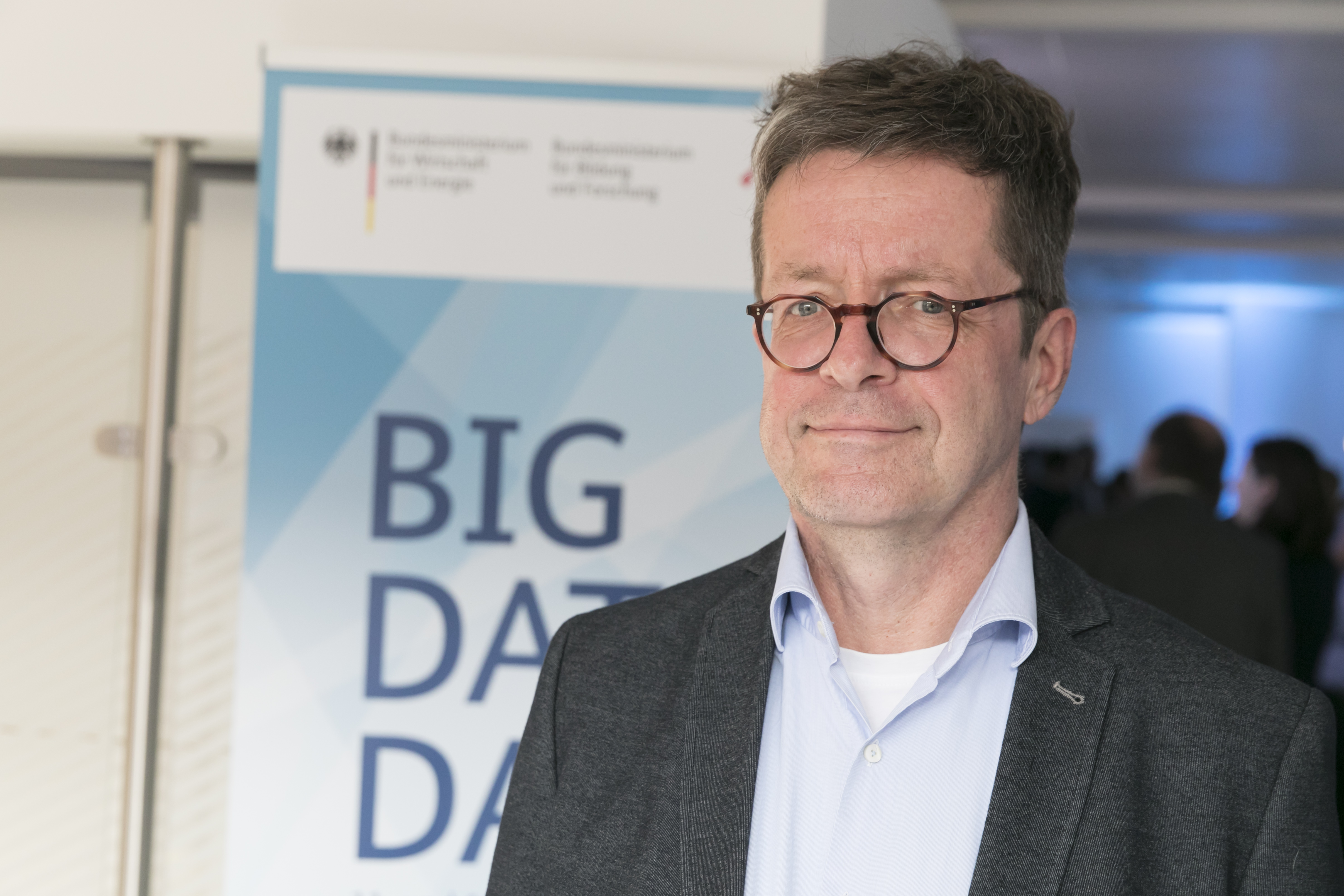
Thomas Hoeren (2018)

Thomas Hoeren (* 22. August 1961 in Dinslaken) ist ein deutscher Rechtswissenschaftler mit Schwerpunkt Informations- und Medienrecht.

## Leben
Von 1980 bis 1987 studierte Thomas Hoeren Theologie und Rechtswissenschaften in Münster, Tübingen und London. Dabei erwarb er 1986 den Grad eines kirchlichen Lizentiaten der Theologie mit einer Arbeit über Kirchen und Datenschutz. Parallel absolvierte er 1987 sein erstes Juristisches Staatsexamen. 1989 wurde er an der Westfälischen Wilhelms-Universität in Münster mit einer Arbeit zum Thema Softwareüberlassung als Sachkauf promoviert. 1991 legte er das zweite Juristische Staatsexamen ab. Nach der 1994 erfolgten Habilitation, ebenfalls in Münster zum Thema Selbstregulierung im Banken- und Versicherungsrecht, wurde Hoeren 1995 Universitätsprofessor an der Juristischen Fakultät der Heinrich-Heine-Universität Düsseldorf, wobei er die Professur für Bürgerliches Recht und internationales Wirtschaftsrecht erhielt.
Von 1996 bis Ende 2011 war  Hoeren Richter am Oberlandesgericht Düsseldorf. Nach abgelehnten Rufen an die Universitäten Kiel und Köln erhielt er 1997 einen Ruf auf den Lehrstuhl für Informationsrecht und Rechtsinformatik an der Juristischen Fakultät der Westfälischen Wilhelms-Universität in Münster, wo er die Zivilrechtliche Abteilung des Instituts für Informations-, Telekommunikations- und Medienrecht leitet. Er lehrt daneben auch am Masterstudiengang Informationsrecht an der Universität Wien und an der Wirtschaftsuniversität Wien. Darüber hinaus ist er als Forscher am dortigen European Research Center for Information Systems tätig. Er besitzt die Lehrbefugnis für Bürgerliches Recht, Wirtschaftsrecht, Zivilprozessrecht und Rechtsinformatik.
Bis 1997 war Hoeren Rechtsberater der Europäischen Kommission/DG XIII im Legal Advisory Board on Information Technology. Er war Mitglied des Juristischen Beirats der DENIC sowie Kuratoriumsmitglied des Research Center for Information Law der Universität St. Gallen.
Seit Juni 2000 arbeitet Hoeren bei der World Intellectual Property Organization als Domain Name Panelist mit.
Im Jahr 2004 war er außerdem Mitglied (Research Fellow) am Oxford Internet Institute/Balliol College und im Jahr 2014 Visiting Fellow an der Stanford Law School. Er ist Mitglied des Fachausschusses für Urheber- und Verlagsrecht der Deutschen Vereinigung für gewerblichen Rechtsschutz und Urheberrecht. Von 2012 bis 2014 war er Dekan der Rechtswissenschaftlichen Fakultät der Universität Münster. Von 2006 bis 2025 war er Vertrauensdozent der Studienstiftung des Deutschen Volkes.
Hoeren ist verheiratet und hat zwei Kinder; er lebt privat in Steinfurt und Wien. Er arbeitet nebenberuflich als selbständiger Fotograf.

## Auszeichnungen
- 2006: Forschungspreis Technische Kommunikation
- 2016: Ernennung zum Mitglied der Europäischen Akademie der Wissenschaften und Künste
- 2018: Verleihung Daidalos-Silbermünze durch die Studienstiftung des deutschen Volkes[10]

## Zeitschriften
- Bis 1997 Redaktionsmitglied der Zeitschrift Computer und Recht, Mitherausgeber der Zeitschrift Information and Communications Technology Law und der EDI Law Review.
- Seit 1998 Mitherausgeber der Zeitschrift Multimedia und Recht (MMR).
- Seit Mai 2005 Redaktor für „Informatik und Recht“ der Schweizer juristischen Online-Fachzeitschrift Jusletter.
- Seit 2007 Mitglied im Beirat der Zeitschrift Computer und Recht.
- Herausgeberbeirat der Ausbildungszeitschrift Ad legendum

## Schriften (Auswahl)
- Internetrecht. 4. Auflage. De Gruyter, Berlin 2021, ISBN 978-3-11-067684-6. [Druckfassung des im Internet in immer wieder aktualisierter Fassung erscheinenden Skriptums „Internetrecht“; letzte Fassung vom Oktober 2022, ca. 690 PDF-Seiten.]
- Juristische Glossen und Kommentare. Hintersinniges aus dem Professorenleben, Lit Verlag Münster 2017.
- Texte im Repositorium der ULB Münster
- Publikationsliste auf der Website des Instituts